# Loxostege flavinigralis
Loxostege flavinigralis là một loài bướm đêm trong họ Crambidae.